# Младек, Ян
Ян Младек (чеш. Jan Mládek, род. 1 июня 1960 года, Йиндржихув-Градец) — чешский политик, министр промышленности и торговли Чешской Республики (2014—2017), депутат Парламента ЧР (с 2013). Член Чешской социал-демократической партии.

## Биография
В начальной школе учился в Драхове (чеш. Dráchov) и в Весели-над-Лужници. Гимназию окончил в 1979 году в Собеславе.
В 1979—1983 годах учился в Пражском экономическом университете. Воинскую службу проходил в 1983—1984 годах в 91-м понтонном полку в Литомержице. В 1987—1989 годах обучался на физико-математическом факультете Карлова Университета, а в апреле 1990 года окончил аспирантуру в Институте прогнозирования Чехословацкой Академии Наук (чеш. Prognostický ústav), которым в то время руководил профессор Вальтр Комарек (чеш. Valtr Komárek). В 1993—1998 годах Младек сотрудничал с Центрально-Европейским университетом в Праге/Будапеште при изучении преобразований и приватизации в посткоммунистических государствах Центральной и Восточной Европы. Опубликовал ряд профессиональных публикаций в Чехии и за рубежом.
Дважды занимал пост заместителя министра: первый раз в 1991—1992 годах в Федеральном министерстве экономики ЧСФР, а второй раз — в Министерстве финансов ЧР (в 1999—2001 годах). В период с 2005 по 2006 годы Ян Младек был министром сельского хозяйства от Чешской социал-демократической партии (ЧСДП/ČSSD). В качестве заместителя министра финансов он представлял Чешскую Республику в Международной валютном фонде в Вашингтоне. С июня 2002 года по декабрь 2005 года он был депутатом Палаты депутатов Парламента ЧР от Чешской социал-демократической партии представляя районы Табор и Чешский Крумлов. В Чешской социал-демократической партии Ян Младек работает, прежде всего, в качестве председателя Народнохозяйственный комиссии ЧСДП и теневого министра финансов ЧСДП. Кроме того, в период 2008—2009 годов он занимал пост директора Масариковой академии труда, то есть, учреждения, свободно ассоциированного с партией ЧСДП. Ян Младек состоит в ЧСДП с 1995 года. Перед этим он был в период 1987—1989 годов членом Коммунистической партии Чехословакии (KSČ). В первой половине 2009 года он, в качестве председателя правления гражданского объединения «Право, солидарность и информация» (Právo, solidarita a informace), был издателем «Литературной газеты» (чеш. Literární noviny). Он также занимал пост заместителя председателя наблюдательного совета государственного предприятия «Česká pošta».
В ЧСДП занимает должность председателя народно-хозяйственной комиссии. В период 2008—2009 был директором Демократической академии им. Масарика. В октябре 2006 года вновь стал директором организации Чешский институт практической экономики. Был председателем FONTES RERUM, объединения в целях изучения экономических, политических и социальных наук. Занимал пост теневого министра финансов ЧСДП.
В январе 2014 года стал кандидатом Чешской социал-демократической партии (ČSSD) на пост министра промышленности и торговли в правительстве Богуслава Соботки.. 29 января 2014 года был назначен на эту должность.
Младек поддержал действия Владимира Путина по отношению к Украине вопреки официальной позиции правительства Чехии.
Младек поддерживает идею строительства новых блоков АЭС Дукованы.
Личная жизнь
Ян Младек владеет английским, русским и польским языками. Женат (жену зовут Мария), и имеет пятеро детей.

## Образование
- 1979—1983 — Пражский экономический университет
- 1986—1989 — Карлов университет (Прага)
- 1990 — Университет Намюра (фр. Université de Namur)

Полученная квалификация: инженер-экономист, кандидат наук.

## Членство в профессиональных организациях
- Чешское экономическое общество (Česká ekonomická společnost)
- Фонтес Рерум, объединение для экономических, политических и социальных исследований. До 15 февраля 2014 года был председателем.